# Lukas Lerager
Lukas Reiff Lerager (* 12. července 1993) je dánský profesionální fotbalista a bývalý reprezentant, který hraje na pozici záložníka za klub FC Kodaň.

## Klubová kariéra
Lerager hrál fotbal zprvu za Akademisk Boldklub, Viborg a Zulte-Waregem.
V červnu 2017 přestoupil do francouzského klubu Bordeaux, kde podepsal čtyřletou smlouvu.
Dne 29. ledna 2019 podepsal Lerager smlouvu s italským klubem Serie A Janov CFC na hostování s opcí na odkup. Dohoda se později stala trvalou.
Dne 1. února 2021 odešel na hostování do FC Kodaň. Lerager trvale do Kodaně přestoupil dne 21. května 2022.

## Reprezentační kariéra
Poté, co reprezentoval Dánsko na mládežnické úrovni, debutoval Lerager v roce 2017 v dánské seniorské reprezentaci.
V červnu 2018 byl jmenován do 23členného dánského týmu pro Mistrovství světa ve fotbale 2018 v Rusku.

## Statistiky

### Reprezentační
Platí k zápasu hranému 15. října 2019.
| Národní tým | Rok     | Zápasy | Góly |
| ----------- | ------- | ------ | ---- |
| Dánsko      | 2017    | 2      | 0    |
| Dánsko      | 2018    | 6      | 1    |
| Dánsko      | 2019    | 2      | 0    |
| Celkově     | Celkově | 10     | 1    |

#### Reprezentační góly
Skóre a výsledky Dánska jsou vždy zapsány jako první. Góly Lukase Leragera jsou zvýrazněny.
| Gól | Datum          | Místo                      | Soupeř   | Skóre | Výsledek | Soutěž          |
| --- | -------------- | -------------------------- | -------- | ----- | -------- | --------------- |
| 1.  | 16. října 2018 | MCH Arena, Herning, Dánsko | Rakousko | 1:0   | 2:0      | Přátelský zápas |

## Úspěchy
Viborg
- Dánská fotbalová 1. division: 2014/15

Zulte-Waregem
- Belgický pohár: 2016/17

Kodaň
- Superligaen: 2021/22
- Dánský pohár: 2022/23